# Trigonotylus antennatus
Trigonotylus antennatus är en insektsart som beskrevs av Kelton 1970. Trigonotylus antennatus ingår i släktet Trigonotylus och familjen ängsskinnbaggar. Inga underarter finns listade i Catalogue of Life.